# Yongsheng (socken i Kina, Hunan)
Yongsheng (kinesiska: 咏生, 咏生乡) är en socken i Kina. Den ligger i provinsen Hunan, i den södra delen av landet, omkring 110 kilometer nordost om provinshuvudstaden Changsha. Antalet invånare är 3194. Befolkningen består av 1 473 kvinnor och 1 721 män. Barn under 15 år utgör 18,0 %, vuxna 15-64 år 70 %, och äldre över 65 år 11,0 %.
Genomsnittlig årsnederbörd är 2 096 millimeter. Den regnigaste månaden är maj, med i genomsnitt 390 mm nederbörd, och den torraste är oktober, med 59 mm nederbörd.